# Kościół Imienia Jezus w Warszawie

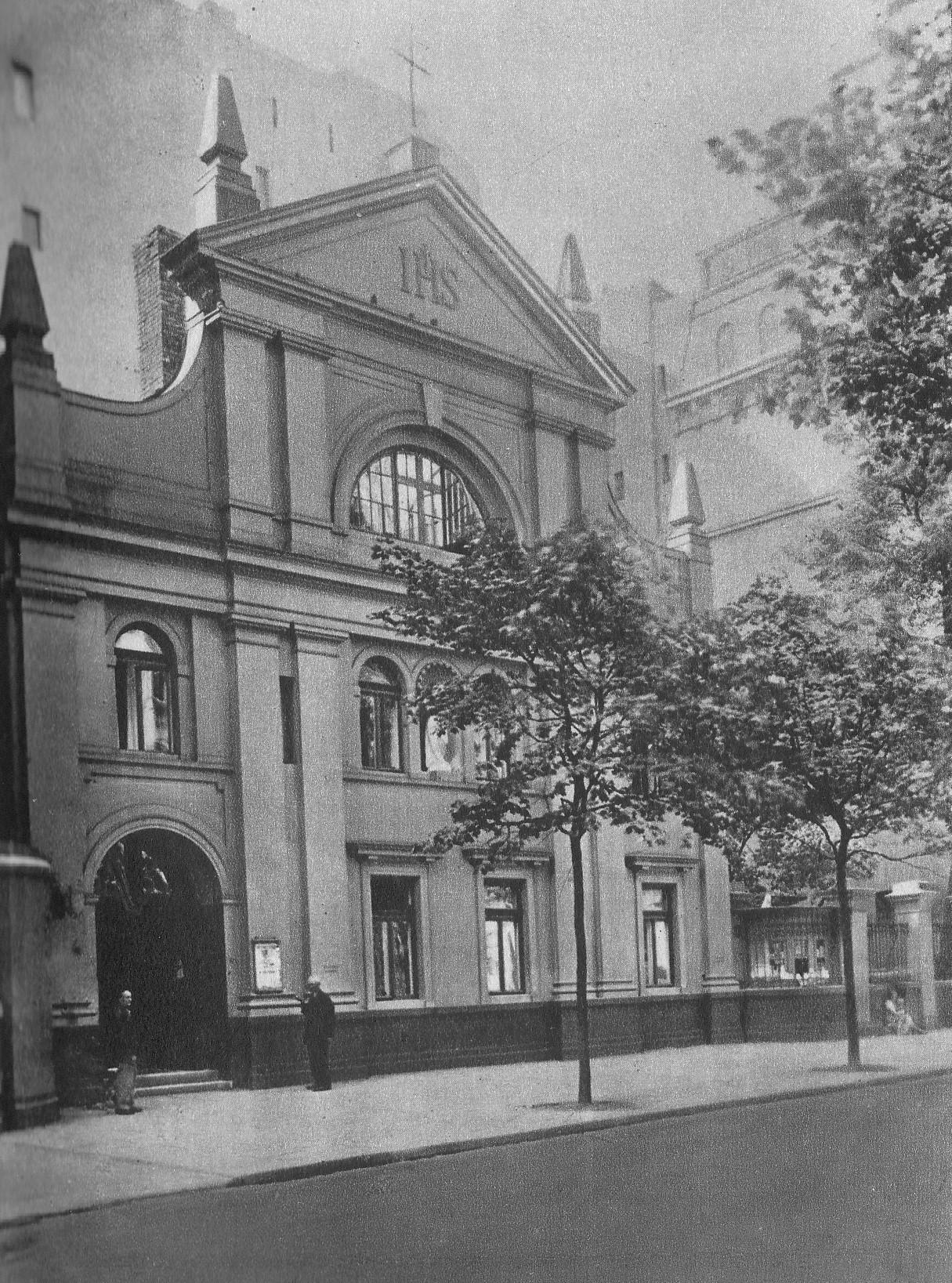
Świątynia przed 1939 rokiem

Kościół Imienia Jezus – kościół, który znajdował się przy ul. Stanisława Moniuszki 3a w Warszawie. Uszkodzony podczas II wojny światowej, został rozebrany w 1953 roku.

## Historia
Kościół powstał jako kaplica Szpitala Dzieciątka Jezus, wzniesionego wzdłuż pl. Wareckiego (późniejszego pl. Napoleona, dzisiejszego pl. Powstańców Warszawy). Świątynia powstała w 1762 według projektu Jakuba Fontany. Pomimo przeniesienia szpitala z pl. Wareckiego do nowych budynków przy ul. Nowogrodzkiej, kaplica nadal funkcjonowała. 
W 1904 dokonano przebudowy kościoła według projektu Stanisława Grochowicza – skrócono, przeorientowano nawę o 90 stopni, a dawną ścianę boczną przekształcono w fasadę. Budynek częściowo przetrwał II wojnę światową i ściany kościoła stały do 1953 roku, kiedy zamiast planowanej odbudowy postanowiono go wyburzyć. W końcu lat 90. XX wieku częściowo na jego miejscu powstał wieżowiec Telekomunikacji Polskiej.